# Le XIXe siècle
Cet article concerne le journal. Pour la période historique, voir XIXe siècle.
Le XIXe siècle est un quotidien français publié à Paris entre 1871 et 1921.

## Historique
Le XIXe siècle est un journal fondé à Paris le 17 novembre 1871 par Gustave Chadeuil, venant du Siècle, directeur du journal La Bourse. De tendance républicaine conservatrice et anticléricale, apprécié d’un public universitaire pour son sérieux. Vendu 5 centimes pour 4 pages, Francisque Sarcey en a été un des premiers rédacteurs.
La rédaction a été au 16, rue Cadet et au 131, rue Montmartre avant de migrer au 14, rue du Mail en 1902. L'une de ses particularités était d'indiquer sa date de livraison selon le calendrier révolutionnaire français.
En 1877, dirigé par Edmond About, depuis mai 1872, le quotidien s’oppose au président de la République, le maréchal de Mac-Mahon, dans la crise du 16 mai 1877 et s'engage contre les conservateurs dans la campagne électorale qui suit.
Après 1880, le titre périclite. De 1881 à 1884, le tirage baisse  de 26.000 à 10.000 exemplaires. Édouard Portalis, qui succède à Edmond About, dénonce maints scandales et lance de virulentes campagnes contre les cercles de jeux. Cela relance le journal mais aboutit à un procès, dit « l'affaire des maîtres chanteurs », en février 1895, qui condamne un temps le journal et ses administrateurs. Portalis laisse un trou de près d'un million de francs.
En 1899, placé sous administration judiciaire, le journal est couplé avec Le Rappel et survit jusqu'en 1921. Charles Simon y a été rédacteur sous le pseudonyme de « Fabrice ».
Le titre a disparu le 30 juin 1921.